# Non decet
Non decet (non è conveniente) è un'espressione latina, spesso usata scherzosamente, con la quale si indica la sconvenienza di un atto o di un discorso. Nelle regole romane dell'educazione, si teneva conto del decet e del non decet.